# 反菲

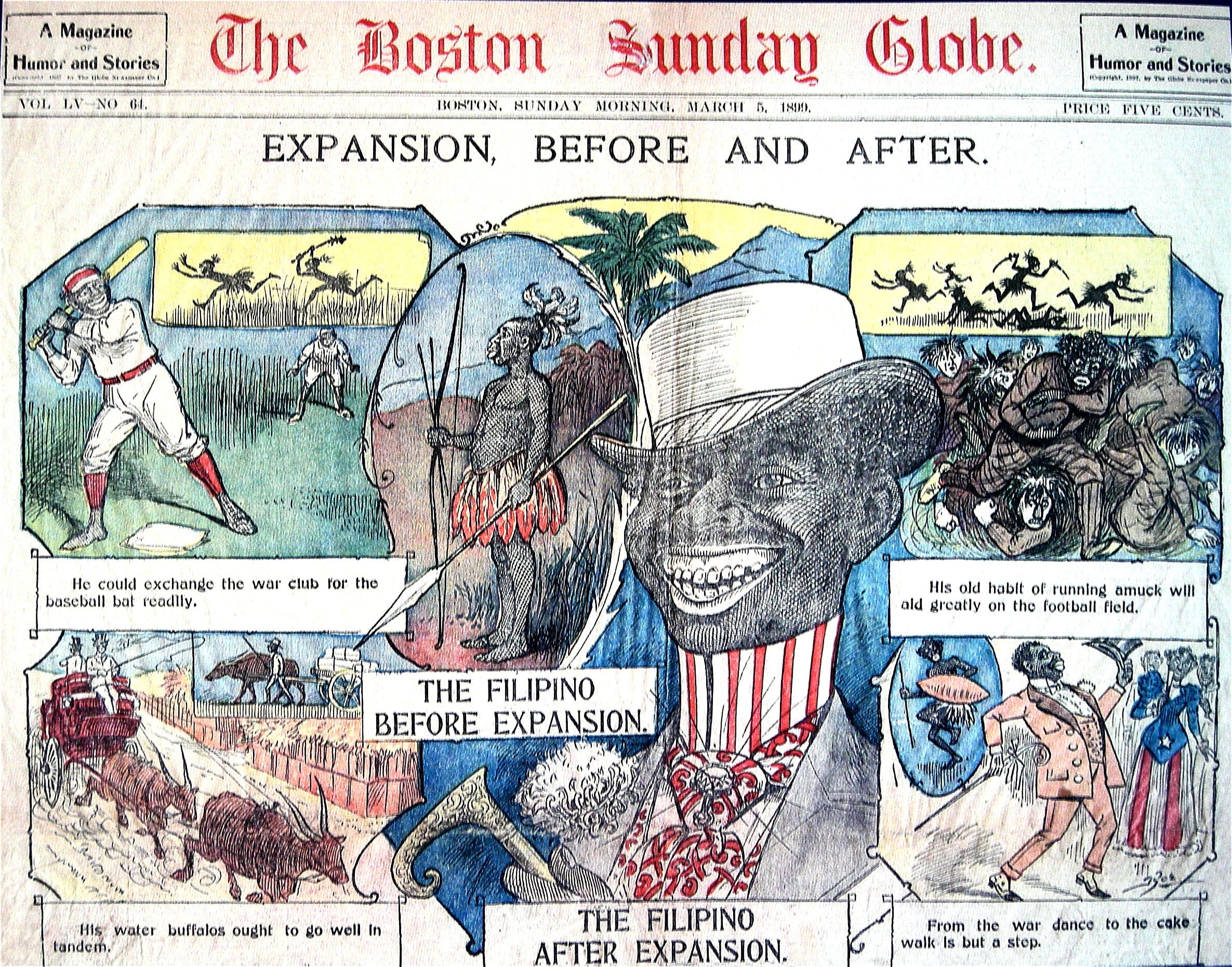

反菲情緒（英語：Anti-Filipino sentiment），是指對菲律賓及菲律賓人和文化的憎恨和討厭。由於菲律賓大量輸出菲傭，令她們常被歧視，而這亦是其中一個令其他國家人士憎恨他們的原因。

## 香港
香港是非常主要的菲傭輸入地區，著名作家陶傑曾指菲律賓是僕人國家，因而遭到菲律賓禁止入境及要求道歉，但陶傑亦不以為然，並指不會去這種國家。
2010年發生的馬尼拉人質事件，悲劇除了起因由前菲律賓警察做成，更重要的原因是因菲律賓警察救援不力，又不肯接受已到埗的飛虎隊幫助，菲律賓警察的差劣行為致15名港人死傷，而他們更成為香港人的討伐對象。

## 台灣 (中華民國)
- 廣大興28號事件
- 臺菲漁業衝突